# Мейендорф, Эрнест Петрович
Барон Эрнест Петрович Мейендорф (20 мая (1 июня) 1836 — 11 (24) января 1902) —  действительный статский советник, секретарь светлейшего князя А. М. Горчакова, гофмейстер, российский дипломат. 

## Биография
Из остзейского рода Мейендорфов. Родился в Штутгарте, в семье действительного тайного советника барона Петра Казимировича Мейендорфа (1796—1863) от его брака с графиней Софией Буоль фон Шауенштейн (1800—1868). По матери племянник австрийского первого министра и министра иностранных дел.
В 1858 году 3-й секретарь канцелярии МИД, в 1860 году — младший секретарь миссии в Пруссии, в 1865 году состоял сверх штата при миссии в Италии. В 1870 году — 1-й секретарь канцелярии МИД, в 1871 году — старший, затем 1-й секретарь миссии в Бельгии, в 1885 году — 1-й секретарь, а с 1890 года советник посольства в Италии. В 1896—1899 годах посланник в Португалии. Скончался в 1902 году в Риме.
Современники отзывались о бароне по-разному. Одни относили его к числу «людей замечательного образования и можно сказать учёности, претерпевшего от князя Горчакова продолжительное гонение за резкую правдивость». Другие находили барона «циничным и саркастическим до такой степени, что это погубило его жизнь». Его многие боялись и мало кто любил. Яркий портрет этого дипломата оставил работавший с ним в конце 1890-х годов И. Я. Коростовец.: 

 «Мейендорф был типичный представитель старой дипломатии с барскими наклонностями, но довольно узким кругозором. Дипломатия в его глазах заключалась в представительстве, приёмах во дворце и вообще в этикете и традициях и в показном престиже... Он остроумно злословил и всех осмеивал, не замечая, что сам отстал от века и что над ним также смеются… Он придавал больше значения хорошему обеду или рауту, блестящему приёму во дворце или разговору с королевой, чем решению какого-нибудь дела... Я являлся ежедневно в миссию, но не столько для сочинения бумаг, к коим барон питал органическое отвращение, сколько для бесед весьма поучительных. Он рассказывал светские новости, пересыпая их злословием и анекдотами, порицал нашу политику, варварство русского народа и вообще русскую некультурность и дикость, тупоумие русского правительства и промахи дипломатии, предрекая революцию... В общем это был человек добрый, честный и благородный, но не лишённый честолюбия... Свои недостатки, то есть злобность, подозрительную язвительность и высокомерие к людям низшего ранга... барон искупал ценными качествами — он часто уезжал в отпуск, иногда на полгода»